# Холокост в Сенненском районе
Холокост в Се́нненском районе — систематическое преследование и уничтожение евреев на территории Сенненского района Витебской области оккупационными властями нацистской Германии и коллаборационистами в 1941—1944 годах во время Второй мировой войны, в рамках политики «Окончательного решения еврейского вопроса» — составная часть Холокоста в Белоруссии и Катастрофы европейского еврейства.

## Геноцид евреев в районе
Нацисты включили Сенненский район в состав территории, административно отнесённой к штабу тыла группы армий «Центр». Вся полнота власти в районе принадлежала нацистской военной оккупационной администрации, действующей через созданные вермахтом полевые и местные комендатуры. Для осуществления политики геноцида и проведения карательных операций сразу вслед за войсками в район прибыли карательные подразделения войск СС, айнзатцгруппы, зондеркоманды, тайная полевая полиция (ГФП), полиция безопасности и СД, жандармерия и гестапо.
Во всех крупных деревнях района были созданы районные (волостные) управы и полицейские гарнизоны из белорусских коллаборационистов.
Оккупационные власти под страхом смерти запретили евреям снимать желтые латы или шестиконечные звезды (опознавательные знаки на верхней одежде), выходить из гетто без специального разрешения, менять место проживания и квартиру внутри гетто, ходить по тротуарам, пользоваться общественным транспортом, находиться на территории парков и общественных мест, посещать школы.
Одновременно с оккупацией нацисты и их приспешники начали поголовное уничтожение евреев. «Акции» (таким эвфемизмом гитлеровцы называли организованные ими массовые убийства) повторялись множество раз во многих местах. В тех населенных пунктах, где евреев убили не сразу, их содержали в условиях гетто вплоть до полного уничтожения.
За время оккупации практически все евреи Сенненского района были убиты. Самые массовые убийства происходили в Сенно, Богушевске, деревнях Коковчино и Оболь Мошканского сельсовета. В деревню Оболь в 1942 году прибыл отряд карателей численностью 15 человек. Последнюю еврейскую семью в деревне схватили, отвели на гору, к панской усадьбе, и убили — в том числе и двух маленьких девочек (в возрасте 8 и 3 месяца).

## Гетто
Реализуя нацистскую программу уничтожения евреев, немцы создавали гетто почти во всех городах и населённых пунктах Беларуси, где проживало еврейское население. Так и в Сенненском районе оккупанты организовали 2 гетто:
- в гетто города Сенно (сентябрь 1941 — 30 декабря 1941) были убиты около 1000 евреев.
- в гетто посёлка Богушевск (лето 1941 — 5 сентября 1941) были замучены и убиты 87 евреев.

## Память
В Богушевске установлены памятники на месте расстрела евреев 5 сентября 1941 года, на месте перезахоронения их останков на еврейском кладбище и там же на месте перезахоронения евреев Коковчино.
В Сенно на месте расстрела евреев возведён мемориальный комплекс.
В Оболи после войны родные убитых приехали в деревню, поставили ограду и памятный знак на их братской могиле. Опубликован список захороненных в этой могиле.